# Баришівський район
50°21′ пн. ш. 31°24′ сх. д. / 50.35° пн. ш. 31.4° сх. д.
Ба́ришівський райо́н — колишній район на сході Київської області України. Населення становило 34 8397 осіб (на 1 січня 2019). Площа району складала — 957,6 км², або 3,4 % території Київщини. Районний центр був — Баришівка.
Існував у 1923—1962, 1965—2020. При ліквідації у 2020 році майже уся територія відійшла до складу Броварського району, села Семенівка та Леляки - до складу Бориспільського району.

## Історія Баришівщини
Історія Баришівщини тісно пов'язана із історією України. Пращури краю захищали свою незалежність у битвах із Золотою ордою, литовськими феодалами та польською шляхтою, московськими окупантами. Ррокотились по баришівський землі козацькі повстання під проводом Северина Наливайка, Павлюка, Острянина, Тараса Трясила.
Ось кілька версій походження назви селища. Відомий історик А. В. Стороженко пов'язував її з літописним Баручем, що вперше згаданий у 1125—1126 рр. Інші дослідники подають відомості про існування на місці сучасної Баришівки володіння київського князя Бориса (XI ст.) — Борисівки, в народній вимові Баришівки (сусідній Бориспіль місцеве населення називає Баришпіль).
У XIII ст. Баришівка зазнала нападу монголо-татар. Відбудували її у другій половині XVI ст. козаки, втікачі-селяни й ремісники з Ходорова, Ржищева, Дивини та інших міст і сіл Правобережжя. У літописах XVII ст. Баришівка згадується як важливий укріплений пункт. 
У 1843 р. селище відвідав Тарас Шевченко. Поет оглянув розкопаний курган, який, до речі, зберігся до наших часів і знаходиться біля міста Березань.
Церкви Баришівського району вишукані. Архітектурі церков сіл Гостролуччя та Селище можуть позаздрити навіть храми великих міст! Багато віків тому (II тис. до н. є. — II ст. н. є) на місці сучасного Селища жили люди, про що свідчать археологічні знахідки, і такий факт також дає право цій місцевості пишатися своїм минулим.

## Історія Березані
Переселенцями з Правобережної України, які переселялись сюди з ініціативи феодалів, на початку XVII ст. було засновано місто Березань. Уперше воно згадується в ділових паперах Київського воєводства за 1616 р.
Березань розташована в східній частині Київської області на р. Недрі, лівій притоці Трубежа. Назву поселенню дали, мабуть, березові гаї, що були тоді в цій місцевості. І нині в місті багато берези, що прикрашає та робить неповторними його краєвиди.
Перебуваючи в Березані у 1843 р. Тарас Шевченко, написав вірша «Розрита могила». Поштовх для створення цього вірша дали враження від відвідання розкопок кургану, що проводилися на той час. Залишки кургану можна побачити і тепер.
Місцеві краєзнавці демонструють місце, де Кобзар писав вірш, обґрунтовуючи своє твердження відповідними знахідками (під час зливи в центрі Березані, на місці колишньої садиби, господар якої саме й запрошував у 1843 р. Шевченка до себе, відкрилося провалля, де знайшли дерев'яні залишки будівлі), зробленими останніми роками.

## Історія району
Район засновано 7 березня 1923 року, як складова частина новоутвореного Київського округу. До району увійшло 26 населених пунктів колишніх Баришівської і Скопецької волостей, що перебували складі 11 сільських рад. Перелік сільських рад станом на 1923 рік: Баришівська, Бзівська, Борщівська, Войтівецька, Волошинівська, Мазинківська, Морозівська, Гостролуцька, Селичівська, Селищанська, Скопецька. Населення 1923 року становило 26188 осіб.
05.02.1965 Указом Президії Верховної Ради Української РСР передано Усівську сільраду Яготинського району до складу Баришівського району.

## Адміністративний устрій
Адміністративно-територіально район поділяється на 1 селищну раду та 25 сільських рад, які об'єднують 39 населених пунктів і підпорядковані Баришівській районній раді. Адміністративний центр — смт Баришівка.

## Транспорт
Районом проходить декілька важливих транспортних магістралей, серед них автошлях E40М03.

## Політика
25 травня 2014 року відбулися Президентські вибори України. У межах Баришівського району було створено 36 виборчих дільниць. Явка на виборах складала — 67,91 % (проголосували 21 483 із 31 636 виборців). Найбільшу кількість голосів отримав Петро Порошенко — 63,66 % (13 676 виборців); Юлія Тимошенко — 14,63 % (3 144 виборців), Олег Ляшко — 9,73 % (2 090 виборців), Анатолій Гриценко — 4,46 % (959 виборців). Решта кандидатів набрали меншу кількість голосів. Кількість недійсних або зіпсованих бюлетенів — 0,78 %.

## Населення
Розподіл населення за віком та статтю (2001):
| Стать | Всього | До 15 років | 15-24 | 25-44 | 45-64 | 65-85 | Понад 85 |
| --- | ------ | ----------- | ----- | ----- | ----- | ----- | -------- |
| Чоловіки | 18 863 | 3274        | 2817  | 5656  | 4820  | 2188  | 108      |
| Жінки | 22 674 | 3214        | 2837  | 5559  | 5666  | 4916  | 482      |
| \| Статево-вікова піраміда \| Статево-вікова піраміда \| Статево-вікова піраміда \| \| ----------------------- \| ----------------------- \| ----------------------- \| \| Чоловіки \| Вік \| Жінки \| \| 108 \| 85 + \| 482 \| \| 172 \| 80-84 \| 674 \| \| 515 \| 75-79 \| 1457 \| \| 786 \| 70-74 \| 1587 \| \| 715 \| 65-69 \| 1198 \| \| 1431 \| 60-64 \| 1889 \| \| 749 \| 55-59 \| 1022 \| \| 1230 \| 50-54 \| 1280 \| \| 1410 \| 45-49 \| 1475 \| \| 1531 \| 40-44 \| 1629 \| \| 1474 \| 35-39 \| 1367 \| \| 1344 \| 30-34 \| 1270 \| \| 1307 \| 25-29 \| 1293 \| \| 1391 \| 20-24 \| 1329 \| \| 1426 \| 15-20 \| 1508 \| \| 1455 \| 10-14 \| 1445 \| \| 1038 \| 5-9 \| 1043 \| \| 781 \| 0-4 \| 726 \| |        |             |       |       |       |       |          |
| Статево-вікова піраміда |        |             |       |       |       |       |          |
| Чоловіки | Вік    | Жінки       |       |       |       |       |          |
| 108 | 85 +   | 482         |       |       |       |       |          |
| 172 | 80-84  | 674         |       |       |       |       |          |
| 515 | 75-79  | 1457        |       |       |       |       |          |
| 786 | 70-74  | 1587        |       |       |       |       |          |
| 715 | 65-69  | 1198        |       |       |       |       |          |
| 1431 | 60-64  | 1889        |       |       |       |       |          |
| 749 | 55-59  | 1022        |       |       |       |       |          |
| 1230 | 50-54  | 1280        |       |       |       |       |          |
| 1410 | 45-49  | 1475        |       |       |       |       |          |
| 1531 | 40-44  | 1629        |       |       |       |       |          |
| 1474 | 35-39  | 1367        |       |       |       |       |          |
| 1344 | 30-34  | 1270        |       |       |       |       |          |
| 1307 | 25-29  | 1293        |       |       |       |       |          |
| 1391 | 20-24  | 1329        |       |       |       |       |          |
| 1426 | 15-20  | 1508        |       |       |       |       |          |
| 1455 | 10-14  | 1445        |       |       |       |       |          |
| 1038 | 5-9    | 1043        |       |       |       |       |          |
| 781 | 0-4    | 726         |       |       |       |       |          |

Національний склад населення за даними перепису 2001 року:
| Національність | Кількість осіб | Відсоток |
| -------------- | -------------- | -------- |
| українці       | 39760          | 95,71 %  |
| росіяни        | 1304           | 3,14 %   |
| білоруси       | 175            | 0,42 %   |
| вірмени        | 108            | 0,26 %   |
| поляки         | 46             | 0,11 %   |
| інші           | 150            | 0,36 %   |

Мовний склад населення за даними перепису 2001 року:
| Мова       | Кількість осіб | Відсоток |
| ---------- | -------------- | -------- |
| українська | 40067          | 96,45 %  |
| російська  | 1256           | 3,02 %   |
| вірменська | 92             | 0,22 %   |
| білоруська | 67             | 0,16 %   |
| інші       | 61             | 0,15 %   |

Міське населення становить 11,3 тис. чоловік, сільське — 29,7 тис. чоловік. Кількість пенсіонерів: 12800 чоловік, що становить 31,1 % від загальної кількості населення району. Щільність проживання становить 42,9 чол./км², народжуваність — 4 чол. на 1000 жителів, смертність — 15 чол. на 1000 жителів, природне скорочення населення (на 1000 жителів) — 11 чоловік.

## Культура
У місті працює краєзнавчий музей, в якому є зал з незвичайною експозицією, яка відтворює різноманіття флори та фауни цього куточка Київської області. Тут можна не тільки побачити рідкісних на наш час тварин, але й почути голоси природи, які записані на магнітофоні і супроводжують екскурсії.